# Вестернурланд (округ)
Округ Вестернурланд, односно Западнонорски округ (швед. Västernorrlands län) је округ у Шведској, у северном делу државе. Седиште округа је град Хернесанд, док је највећи град Сундсвал.
Округ је основан 1762. године.

## Положај округа
Округ Вестернурланд се налази у северном делу Шведске. Њега окружују:
- са севера: Округ Вестерботен,
- са истока: Балтичко море (Ботнијски залив),
- са југа: Округ Јевлеборј,
- са запада: Округ Јемтланд.

## Природне одлике
Рељеф: У округу Вестернурланд преовлађују брежуљкаста и брдска подручја до 500 метара надморске висине.
Клима: У округу Вестернурланд влада оштра Континентална клима, посебно у вишим крајевима на западу округа.
Воде: Вестернурланд је приморски округ у Шведској, јер га Балтичко море, тачније Ботнијски залив, запљускује са истока. Морска обала је веома разуђена, са много острваца и малих залива. У унутрашњости постоји низ малих ледничких језера. Најважније реке су Онгерман, Хаксал и Јунган.

## Историја
Подручје данашњег округа обухвата делове историјских области Онгерман и Меделпад.
Данашњи округ основан је 1762. године.

## Становништво
По подацима 2011. године у округу Вестернурланд живело је око 240 хиљада становника. Последњих година број становника стагнира.
Густина насељености у округу је око 11 становника/км², што је двоструко мање од државног просека (23 ст./км²).

## Општине и градови
Округ Вестернурланд има 7 општина. Општине су:
- Ерншелдсвик
- Крамфор
- Онге
- Солефтео
- Сундсвал
- Тимро
- Хернесанд

Градови (тачније „урбана подручја") са више од 10.000 становника су:
- Сундсвал - 51.000 становника.
- Ерншелдсвик - 29.000 становника.
- Хернесанд - 18.000 становника.
- Тимро - 10.000 становника.